# Mathew Sunday Idoko
Mathew Sunday Idoko (* 17. Juli 1992) ist ein nigerianischer Fußballspieler.

## Karriere
Mathew Sunday Idoko stand von mindestens 2017 bis Ende 2018 bei Rakhine United in Myanmar unter Vertrag. Der Verein aus Sittwe spielte in der ersten Liga des Landes, der Myanmar National League. Für den Verein absolvierte er 42 Erstligaspiele und schoss dabei 25 Tore. Wo er 2019 gespielt hat, ist unbekannt. Im Dezember 2019 wurde er von seinem ehemaligen Verein Rakhine United wieder unter Vertrag genommen.